# Tomorrow (singel Yukari Tamury)
Tomorrow – piętnasty singel japońskiej piosenkarki Yukari Tamury, wydany 17 grudnia 2008. Wydana została także wersja limitowana zawierająca dodatkowo teledysk do piosenki Tomorrow. Utwór tytułowy został wykorzystany jako opening gry na PSP Growlancer (jap. グローランサー Gurōransā), Koi no Time Machine został użyty w grze Dance×Mixer i w rozpoczęciach programu Kissa Kuro Usagi ~Himitsu no Kobeya~ (jap. 喫茶 黒うさぎ〜秘密の小部屋〜), a Don't wake me☆Up użyto w zakończeniach programu Tamura Yukari no Itazura Kuro Usagi (jap. 田村ゆかりのいたずら黒うさぎ). Singel osiągnął 6 pozycję w rankingu Oricon i pozostał na niej przez 4 tygodnie, sprzedał się w nakładzie 14 413 egzemplarzy.

## Lista utworów
| Nr | Tytuł                                                             | Słowa            | Kompozycja    | Aranżacja    | Czas |
| -- | ----------------------------------------------------------------- | ---------------- | ------------- | ------------ | ---- |
| 1. | "Tomorrow"                                                        | Natsumi Watanabe | Kōsuke Noma   | Masatomo Ōta | 4:46 |
| 2. | "Koi no Time Machine" (jap. 恋のタイムマシン Koi no Taimu Mashin) | Manami Fujino    | Masatomo Ōta  | Masatomo Ōta | 3:26 |
| 3. | "Don't wake me☆Up"                                                | MIZUE            | Kazuhiro Hara | h-wonder     | 4:32 |